# 東龍洲石刻

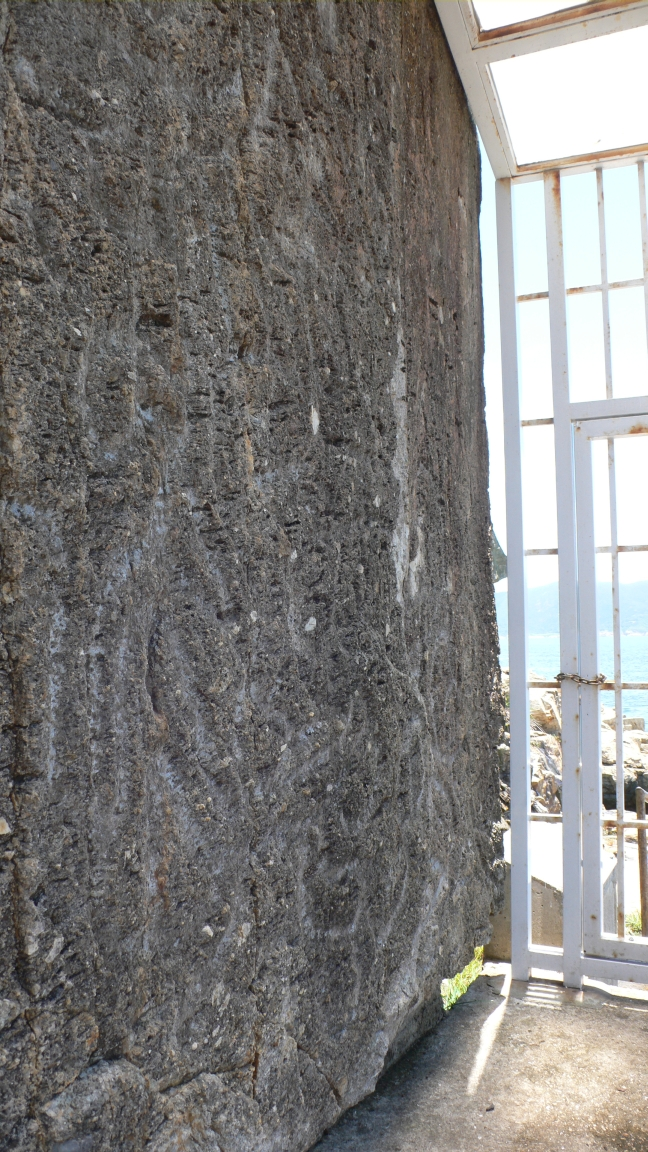
近看東龍洲石刻

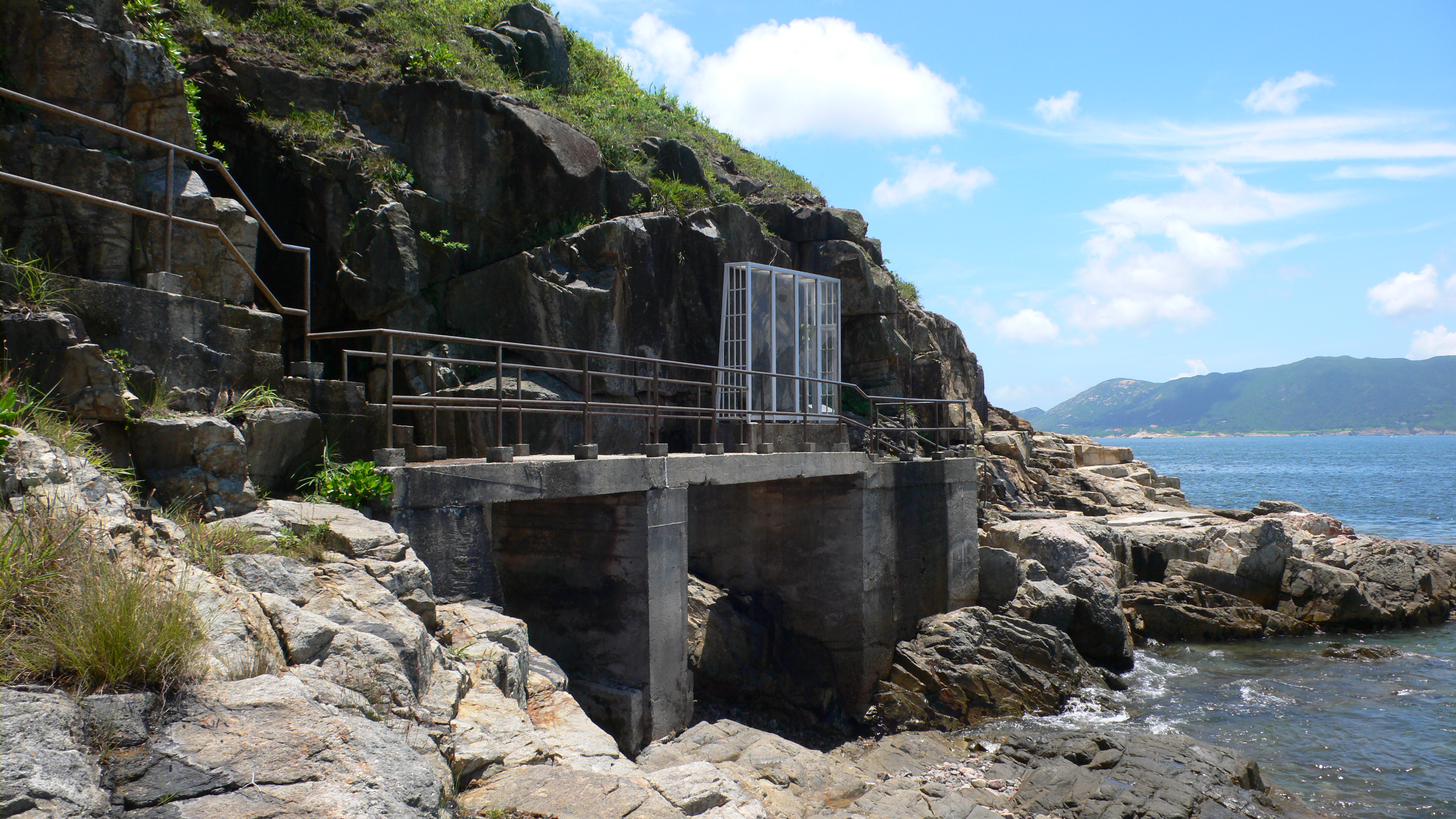
遠看東龍洲石刻

東龍洲石刻或東龍石刻是香港史前時期的石刻，位於新界西貢區南部的東龍洲，現已被列為香港法定古蹟。
東龍洲石刻是香港最早有文獻記載的石刻。早於1819年編制的《新安縣志》，已有「石壁畫龍，在佛堂門，有龍形刻於石側」的記載，當中的佛堂門就是指清水灣半島與東龍洲之間的海峽。石刻長約2.4m米，高約1.8米，也是現時香港已發現的最大面積的石刻。

## 外部連結
- 古物古蹟辦事處 西貢東龍洲石刻 （页面存档备份，存于）
- 古物古蹟辦事處 東龍洲石刻